# 오키미정
오키미정(沖美町)은 히로시마현에 존재했던 정으로, 사에키군에 속했다. 정역은 니시노미섬의 서쪽 절반(노미섬으로 치면 북서부)을 차지하고 있었다. 2004년 11월 1일 오키미정과 아키군 에타지마정 및 사에키군 노미정, 오가키정이 에타지마시로 합병(신설합병)하고 소멸하였다. 

## 역사
- 1889년 4월 1일 - 정촌제 시행에 의해 오키촌, 미타카촌이 성립하였다.
- 1956년 9월 30일 - 오키촌, 미타카촌이 합병 (신설합병)해 오키정이 성립하였다.
- 2004년 11월 1일 - 아키군 에타지마정 및 오카기정, 오키미정과 합병 (신설합병), 시로 승격에 의해 에타지마시가 되었다.

## 교통
주요 지방도
- 히로시마현도 36호 다카다오키미에타지마선.

일반 지방도
- 1994년 주요 지방도 개편 이전에는 히로시마현도 299호 미타카카노카와 히토노세선이 지나갔으나, 히로시마현도 36호 오토오키미선과 통합하여 히로시마현도 36호 다카다오키미에타지마선으로 전환한 이후로는 전혀 지나가지 않는다.

### 항로
- 페리 : 미타카항 - (오스항) - 히로시마항(우지나) 오스항 기항 폐지
- 고속정 : (미노・코레나가・오키) - 미타카 - (오스 or 아이시마) - 우지마(2007년 2월 8일 폐지)